# Fratellanza Sportiva Sestrese Calcio 1919
La Fratellanza Sportiva Sestrese Calcio 1919 es la rama de fútbol de la entidad polideportiva de Italia, con sede en Génova, en Liguria. Fue fundado en 1919 y refundado en varias ocasiones. Compite en la Promozione Liguria, sexta categoría del fútbol italiano.

## Historia
Fue fundado en el barrio genovés de Sestri Ponente, en ese entonces municipio autónomo. Jugó una temporada en primera división, siete en la Serie B, 20 en la Serie C, y 25 en la cuarta categoría.

## Estadio
Juega de local en el Estadio Giuseppe Piccardo de Borzoli, un barrio de Génova.

## Palmarés

### Torneos regionales
- Promozione Liguria (2): 1955-56 (Grupo A), 1978-79 (Grupo A)
- Prima Categoria Liguria (3): 1964-65 (Grupo A), 1965-66 (Grupo A), 1966-67 (Grupo A)
- Eccellenza Liguria (3): 1993-94, 1997-98, 2006-07
- Prima Categoria Liguria (1): 1976-77 (Grupo B)
- Promozione Liguria (1): 2011-12
- Copa Italia de Aficionados Liguria (4): 1997-98, 2004-05, 2006-07, 2016-17